# Mark Garner
Mark Garner, född 30 juni 1969, är en australisk friidrottare. Han deltog vid olympiska sommarspelen 1988 och olympiska sommarspelen 1992.